# 阿斯特麗德·林格倫

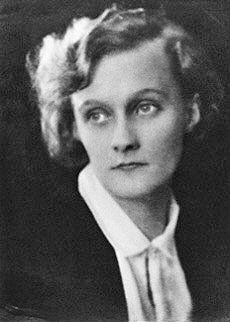
1924年的林格倫

阿思緹·安娜·艾米莉亞·林格倫（Astrid Anna Emilia Lindgren，1907年11月14日—2002年1月28日），原姓埃里克松（Ericcson），為瑞典著名的繪本編輯、繪本作家。代表作品有《長襪子皮皮》、《強盜的女兒》等繪本。

## 生平
林格倫出生於瑞典維默比。她的首部作品於1944年問世。翌年，她著作出版了以本身女兒為讀者對象的《Pippi Långstrump》 （長襪子皮皮），該作品旋即獲得全世界兒童喜歡，該書被譯成30多種語言，總發行量超過一億冊。自此，她除了擔任寫作之外，也在1970年之前，擔任瑞典某出版公司的繪本主編，開啟了瑞典兒童文學於世界的地位。1958年，她更獲得繪本作家最高榮譽安徒生獎。
2002年，她因病去世於斯德哥爾摩。終其身她著作超過80本，其中，尚有數十種語言版本。

## 榮譽與紀念
1967年，瑞典出版公司Rabén & Sjögren為慶祝林格倫的60歲生日，設立了與她同名的阿思緹·林格倫獎，獎勵以瑞典語寫作的兒童文學作家，每年於林格倫誕生的11月頒發。
2002年林格倫去世後，瑞典政府為紀念林格倫在兒童文學上的貢獻，設立了阿思緹·林格倫紀念獎，頒發給世界各地對兒童文學有貢獻的在世之人或組織。